# Herminia yakushimalis
Herminia yakushimalis là một loài bướm đêm trong họ Noctuidae.